# Geosiridaceae
Geosiridaceae is een botanische naam, voor een familie van eenzaadlobbige planten. Een familie onder deze naam wordt niet heel vaak erkend, en ook niet door het APG-systeem (1998) en het APG II-systeem (2003). Aldaar worden de betreffende planten ingedeeld in de Lissenfamilie (Iridaceae).
De familie wordt wel erkend wel door het Cronquist-systeem (1981), geplaatst in een orde Orchidales. De familie omvat dan één soort, Geosiris aphylla, die voorkomt in Madagaskar.